# چارلز کوروین
چارلز کوروین (انگلیسی: Charles Korvin; ۲۱ نوامبر ۱۹۰۷ – ۱۸ ژوئن ۱۹۹۸) بازیگر تئاتر، تلویزیون و سینمای اهل ایالات متحده آمریکا بود.
از فیلم‌هایی که وی در آن نقش داشته‌است، می‌توان به کشتی احمق‌ها، طوفان تندری اشاره کرد.